# Vismia buchtienii
Vismia buchtienii är en johannesörtsväxtart som beskrevs av Joseph Andorfer Ewan. Vismia buchtienii ingår i släktet Vismia och familjen johannesörtsväxter. Inga underarter finns listade i Catalogue of Life.